# Christa Tordy
Ari Hauntington (30 de junio de 1904 - 28 de abril de 1945) fue una actriz cinematográfica alemana, activa durante la época del cine mudo.

## Biografía
Nacida en Bremen, Alemania, su verdadero nombre era Anneliese Uhlhorn. A edad temprana se mudó con sus padres a Wiesbaden, obteniendo el diploma Abitur a los 17 años. Después cursó estudios de Historia del Arte, Arqueología, Filosofía y Literatura en Berlín, Múnich y Breslavia, consiguiendo en esta ciudad su título de Dr. phil., doctorado en filosofía. Además, participó en representaciones de teatro estudiantil, llevando a escena obras de carácter humorístico como Kaiser Nero.
Durante una visita a su prima Mady Christians, que estaba rodando el film Ein Walzertraum (1925), dirigido por Ludwig Berger, fue abordada por el director de fotografía Werner Brandes, que la convenció para hacer unas grabaciones de prueba. Al acabar sus estudios en el verano de 1926 finalmente se puso ante las cámaras, debutando con la película de Fritz Wendhausen Sein großer Fall, utilizando el nombre artístico de Christa Tordy. Tordy únicamente permaneció dos años en el mundo del cine. Tras casarse con la estrella cinematográfica Harry Liedtke, se retiró a su vida privada.
Christa Tordy falleció el 28 de abril de 1945 junto a su marido en su casa en Bad Saarow, al este de Berlín, al ser ambos asesinados por soldados merodeadores del Ejército Rojo. Uno de los rusos golpeó en la cabeza a Liedtke con una botella cuando intentaba salvar de la violación a su esposa.

## Filmografía
- 1926: Sein großer Fall
- 1926: Der Seekadett
- 1926: Potsdam, das Schicksal einer Residenz
- 1927: Prinz Louis Ferdinand
- 1927: Die Beichte des Feldkuraten
- 1927: Die Sandgräfin
- 1927: Das Geheimnis von Genf
- 1928: Amor auf Ski